# CD9
CD9（cluster of differentiation 9，分化簇9，也称为TSPAN29）是一种细胞表面蛋白质，由人类基因 CD9 编码，属于四跨膜蛋白超家族。